# Lights of Old Santa Fe
Lights of Old Santa Fe è un film del 1944 diretto da Frank McDonald.
È un film western statunitense a sfondo musicale e romantico con Roy Rogers, George 'Gabby' Hayes e Dale Evans.

## Produzione
Il film, diretto da Frank McDonald su una sceneggiatura di Gordon Kahn e Robert Creighton Williams, fu prodotto da Harry Grey per la Republic Pictures e girato nel French Ranch a Thousand Oaks e a Kernville, in California.

## Colonna sonora
- Amor - scritta da Ricardo López Méndez, Gabriel Ruiz e Sunny Skylar, cantata da Dale Evans
- The Cowpoke Polka - scritta da Tim Spencer, cantata da Roy Rogers, George 'Gabby' Hayes e dai Sons of the Pioneers
- I'm A Happy Guy In My Levi Britches - scritta da Tim Spencer, cantata da Roy Rogers e dai Sons of the Pioneers
- Cowboy Jubilee - scritta da Ken Carson, cantata da Roy Rogers e dai Sons of the Pioneers
- The Nerve Of Some People - scritta da Jack Elliott, cantata da Roy Rogers e Dale Evans
- Trigger Hasn't Got A Purty Figure - scritta da Tim Spencer, cantata da Roy Rogers
- Lights of Old Santa Fe - scritta da Jack Elliott, cantata da Roy Rogers, Dale Evans, George 'Gabby' Hayes e dai Sons of the Pioneers
- Ride 'Em, Cowboy - scritta da Tim Spencer e Roy Rogers, cantata dai Sons of the Pioneers

## Distribuzione
Il film fu distribuito negli Stati Uniti nel 1944 al cinema dalla Republic Pictures. È stato distribuito anche in Finlandia con il titolo Sankari Santa Féstä e in Brasile con il titolo Luzes de Santa Fé.

## Promozione
Le tagline sono:
- "Action As You Like It!".
- "Everything's Gay In Old Santa Fe!".
- "The Thrill Of Stiriing Adventure Blended With Comedy And Music...To Make The Greatest Roy Rogers Hit So Far!".